# Fauteuil Bulle

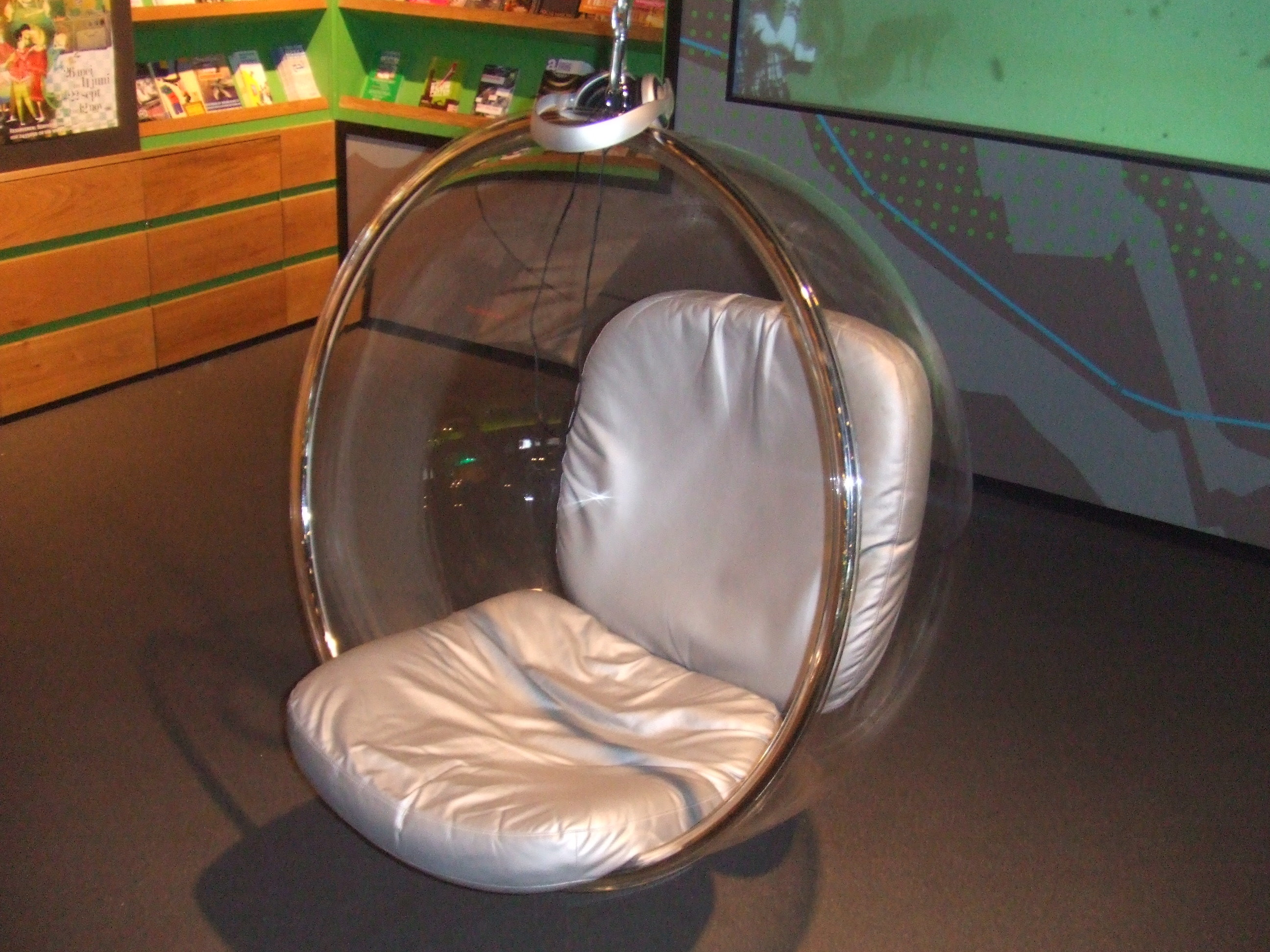
Un siège Bubble Chair.

Le fauteuil Bulle (Bubble Chair) est un fauteuil conçu en 1968 par le designer finlandais Eero Aarnio. Il est constitué d'un cadre en acier sur lequel est encastrée une demi-sphère en acrylique transparent qui dispose de coussins en cuir ou en tissu de polyuréthane. Il est distribué par Adelta. Le fauteuil est suspendu, ce qui donne à son utilisateur la sensation de flotter, un peu comme dans une bulle.
Considéré comme un classique du design industriel, il a fait avancer l'usage du matériel plastique dans le design mobilier. Ce fauteuil est classé dans le genre moderniste, populaire dans les années 1960.
Il est parfois confondu le Bubble Chair avec le Ball Chair, lequel dispose d'un pied central.